# Premio internazionale Mario Luzi
Il premio internazionale Mario Luzi è il principale evento realizzato in memoria del poeta e senatore che fu padre dell'ermetismo, e considerato oggi uno dei poeti di maggior rilievo del nostro Novecento. È ritenuto uno dei "premi letterari più prestigiosi", "un appuntamento annuale per la poesia italiana e internazionale". La cerimonia di premiazione va annualmente in onda su RAI 1. Tra i premiati, nel corso degli anni, Alberto Bevilacqua, Paola Mastrocola, Vincenzo Ricciardi, Antonino Reitano, Maurizio Cucchi, Maura Del Serra, Gianluigi Miani, Paolo Bonacci.

## Storia e finalità
Il premio è presieduto dal presidente del Senato e posto sotto l'alto patrocinio del presidente della Repubblica e di altre istituzioni nazionali e internazionali.
È stato istituito da Mattia Leombruno nel 2005 - dopo la morte dell'autore - e riconosciuto dal figlio del poeta, Giovanni Luzi. Include sei sezioni, spaziando dalla poesia al teatro fino a giungere alla saggistica, ed è dedicato alla poesia edita e inedita. È aperto anche ai giovani studenti delle scuole medie superiori, grazie ad un progetto per la valorizzazione delle eccellenze scolastiche studiato d'intesa con il Ministero dell'Istruzione.

## Riconoscimenti
- Targa d'argento conferita dal capo dello Stato Carlo Azeglio Ciampi in data 18 luglio 2005 per "...l'impegno dell'Associazione EventoFestival che con questo evento si propone di valorizzare la tradizione della poesia italiana"

## Sezioni
1. Poesia edita;
2. Saggio di critica letteraria;
3. Poesia internazionale;
4. Poesia inedita;
5. Benemeriti della Repubblica (personalità che abbiano illustrato l'Italia per alti meriti nel campo sociale, scientifico, artistico e letterario);
6. Poesia per le scuole.

Entità economica del premio: 25.000,00 euro di montepremi
Altri riconoscimenti:
- "Al fuoco della controversia" – Scultura realizzata dal Maestro Arnaldo Pomodoro
- Premi conferiti dalla Presidenza della Repubblica, Senato e Camera, oltre n. 500 libri di letteratura.

## Pubblicazioni
- Le promesse spose - Valentina Braun (2015) ISBN 9788867481170[4]
- Paralleli infiniti invisibili. Raccolta di poesie - Benedetto Zucco (2015) ISBN 9788867480708[5]
- Non c’è morte più violenta del crescere - Matteo Bennati[6] (2015) ISBN 9788867480753[7]
- Eppure sono nato - Renato De Lucia (2015) ISBN 9788867480739[8]
- La via dell’argento - Sara Onnis (2015) ISBN 978-88-6748-048-7
- Creta e polvere - Antonio Paoletti (2014) ISBN 9788867480654
- Mario Luzi - Il filo della vita - Alessandro Gentili (2014) ISBN 9788867480524[9]
- Sulla poesia di Mario Luzi. La vicissitudine sospesa e altri saggi - Alfredo Luzi (2014) ISBN 978-88-98169-90-0
- Famiglie - Paolo Mormile[10] (2014) ISBN 9788867480623 Fondazione Mario Luzi